# Anna Mae Aquash
Anna Mae Aquash (Anna Mae Pictou Aquash, Anna Mae Pictou; tradycyjne indiańskie imię Naguset Eask; ur. 27 marca 1945 koło Shubenacadie w Kanadzie, zm. w połowie grudnia 1975 w rezerwacie Pine Ridge w USA) – działaczka w obronie praw Indian Ameryki Północnej, pochodząca z plemienia Mi’kmaq (Mikmaków) z prowincji Nowa Szkocja w Kanadzie, jedna z najbardziej aktywnych i znanych Indianek – członkiń Ruchu Indian Amerykańskich z początku lat 70. XX w. Zaginiona w połowie grudnia 1975 r., odnaleziona martwa w rezerwacie Pine Ridge w Dakocie Południowej w lutym 1976 r. Uważana jest często – mimo niewyjaśnionych w pełni do dziś okoliczności śmierci – za jedną z najbardziej symbolicznych i tragicznych ofiar współczesnego ruchu na rzecz praw Indian Ameryki Północnej.

## Życiorys
Wychowana wśród Mikmaków z Nowej Szkocji na wschodzie Kanady, jako nastolatka wyjechała do USA w poszukiwaniu pracy. Nieudany związek małżeński pozostawił jej dwie córki. Pod koniec lat 60., w Bar Harbor, w stanie Maine, zaangażowała się w społeczny program nauczania młodych Indian własnej historii („TRIBES Project”). Krótko potem przeniosła się do Bostonu, gdzie jesienią 1970 roku związała się z członkami Ruchu Indian Amerykańskich, okupującymi akurat w tamtejszym porcie replikę statku Mayflower w proteście przeciwko obchodom Święta Dziękczynienia. Uczestniczyła m.in. w organizowaniu Boston Indian Council (dziś Centrum Indian Ameryki Pn. w Bostonie) oraz w głośnej okupacji waszyngtońskiego Biura do spraw Indian w listopadzie 1972 roku. W tym okresie poznała swojego drugiego męża, także kanadyjskiego Indianina. Nogeeshik Aquash towarzyszył jej zimą 1973 roku w podróży do Dakoty Pd., gdzie oboje dołączyli do uczestników indiańskiej okupacji Wounded Knee i gdzie lakocki szaman Wallace Black Elk udzielił im tradycyjnego ślubu.
Po zakończeniu okupacji Wounded Knee w maju 1973 r. współpracowała blisko z jednym z jej liderów, ukrywającym się przed FBI ówczesnym dyrektorem AIM Denisem Banksem. Zajmowała się m.in. zbieraniem w Kalifornii funduszy na potrzeby działalności Ruchu, w tym na pokrycie wysokich kosztów sądowych licznych procesów jego liderów. Pomagała też mieszkańcom lakockiego rezerwatu Pine Ridge, zwłaszcza kobietom, starcom i dyskryminowanym w rezerwacie tradycjonalistom. Dużo podróżowała po Stanach Zjednoczonych, odwiedzała też córki w Kanadzie. Z powodu osobistej niezależności oraz aktywnego i pełnego stresów trybu życia rozstała się wówczas z drugim mężem. Oskarżana przez część współtowarzyszy o współpracę z FBI, latem 1975 roku, podczas konwencji AIM w Farmington, na polecenie liderów Ruchu została przesłuchana przez trzech działaczy AIM z Północnego Zachodu – Leonarda Peltiera, Dino Butlera i Roberta Robideau. Jak wspominał później ten ostatni: „nasza trójka odeszła usatysfakcjonowana, że nie jest agentką. Potem została członkinią naszej grupy”.

## Zagadka śmierci
24 lutego 1976 roku przy lokalnej drodze w rezerwacie Pine Ridge znaleziono ciało młodej Indianki. Podczas pierwszej autopsji stwierdzono, że „nie żyje od około 10 dni”, błędnie określono przyczynę śmierci („zmarła na skutek zamarznięcia”) i nie ustalono jej tożsamości (chociaż zwłoki widzieli także znający wcześniej Annę Mae Aquash agenci FBI). Obcięte dłonie kobiety przesłano do centrali FBI w Waszyngtonie w celu identyfikacji odcisków palców. Gdy okazało się, że zmarłą jest poszukiwana (także przez policję) działaczka AIM, 10 marca 1976 roku, osiem dni po anonimowym pogrzebie, dokonano ekshumacji ciała na dwa niezależnie złożone wnioski – rodziny i przyjaciół z AIM oraz FBI. Następnego dnia niezależny patolog z Minneapolis, Gary Patterson, stwierdził podczas drugiej autopsji, że przyczyną zgonu był śmiertelny postrzał w tył głowy, oddany z bliska.
Prowadzone przez FBI śledztwo w sprawie okoliczności jej śmierci przez wiele lat nie przyniosło jednoznacznych rezultatów. Wśród rozpatrywanych wariantów brano pod uwagę jej likwidację – jako niewygodnego świadka, lub nawet zdrajcy współpracującego z FBI – przez odczuwających zagrożenie z jej strony innych działaczy AIM lub przypadkowe morderstwo (być może w następstwie gwałtu). Jednak najczęściej powtarzaną przez lata hipotezą było zastrzelenie aktywnej i niepokornej działaczki AIM przez któregoś z agentów FBI lub współpracujących z nimi indiańskich bojówkarzy z rezerwatu Pine Ridge (wariant taki najlepiej tłumaczyłby początkowe „zamieszanie” z ciałem i późniejszy brak zadowalających efektów śledztwa).

## Procesy i pogłoski
20 marca 2003 roku o zamordowanie Anny Mae Aquash oskarżono dwóch Indian, byłych członków AIM: bezdomnego Lakotę Arlo Looking Cloud z Denver (który złożył obszerne zeznania z elementami samooskarżenia) i Johna Grahama (znanego też jako John Boy Patton) z Whitehorse w Kanadzie.
8 lutego 2004 roku Arlo Looking Cloud stanął przed sądem federalnym, pięć dni później został uznany winnym morderstwa, a 23 kwietnia skazany na dożywotnie więzienie. Przy braku innych materialnych dowodów, sąd przyjął za wiarygodne jego nagrane na wideo (a złożone pod wpływem alkoholu) zeznania, z których wynika, iż był na miejscu zbrodni (choć – jak twierdzi – nie wiedział, że Anna Mae ma zostać zabita). Nagrania dokonali 27 marca 2003 roku dwaj zajmujący się sprawą od lat funkcjonariusze: detektyw Abe Alonzo z policji w Denver i agent federalnego Biura do spraw Indian Robert Ecoffey. Looking Cloud, który do czasu procesu utrzymywał, że morderczy strzał oddał Graham, odwołał następnie swoje zeznania i złożył apelację od wyroku skazującego.
Istotne dla wyjaśnienia okoliczności śmierci Anny Mae zeznania złożyła podczas procesu m.in. Kamook Nichols Banks, w latach 70. żona Dennisa Banksa, a ostatnio życiowa partnerka Roberta Ecoffeya. Z jej zeznań – obciążających ówczesnych przywódców AIM (w tym Dennisa Banksa i Leonarda Peltiera) oraz ich prawników – wynika, iż od lat ukrywają oni pewną wiedzę na temat przyczyn i okoliczności zamordowania Anny Mae, a możliwe iż sami byli jej zleceniodawcami. Wszyscy oskarżeni przez Nichols Banks zaprzeczają jej rewelacjom, interpretując je jako element rządowego spisku mającego na celu zdyskredytowanie liderów AIM oraz wskazując na możliwość, że jej zeznania zostały sfabrykowane z pobudek osobistych, z przyczyn materialnych lub na skutek zastraszenia. Sprawa ta pozostaje w sferze zainteresowań amerykańskiego wymiaru sprawiedliwości, jest też tematem gorących dyskusji społeczności indiańskiej w USA.
Mieszkający w Vancouver w Kanadzie John Graham zaprzeczał jakiemukolwiek udziałowi w zbrodni, jednak latem 2006 roku kanadyjski minister sprawiedliwości wszczął procedurę jego ekstradycji do USA. Przebywający w areszcie domowym Graham odwołał się od tej decyzji twierdząc, iż rządowi agenci grozili mu uwikłaniem w sprawę, jeśli nie będzie z nimi współpracował, oskarżając ówczesnych przywódców AIM. Utrzymywał też, że po przywiezieniu Anny Mae z Denver zostawił ją w „bezpiecznym domu” w rezerwacie Pine Ridge. 6 grudnia 2007 Sąd Najwyższy Kanady odrzucił apelację Grahama i został on wydany władzom USA.
Początek jego procesu wyznaczono początkowo na luty 2010, a po rozstrzygnięciu szeregu zawiłości prawnych (związanych m.in. z tym, że zarówno oskarżony, jak i ofiara to Indianie kanadyjscy, a nie amerykańscy) do rozprawy doszło ostatecznie w grudniu 2010 nie przed sądem federalnym, lecz przed sądem stanowym Dakoty Pd. Po trwającym zaledwie 8 dni procesie (podczas którego obrońca Grahama postanowił nie powoływać żadnych świadków) 12 grudnia 2010 ława przysięgłych uznała Johna Grahama za winnego zabójstwa Anny Mae Aquash, oddalając zarazem zarzut morderstwa z premedytacją. Za zabójstwo w Dakocie Pd. grozi bezwarunkowa kara dożywotniego więzienia.
Kwestia winy lub niewinności Grahama podzieliła dawnych przywódców AIM. Niektórzy – jak John Trudell i Russell Means – uważają, iż mógł pociągnąć za spust „na zlecenie”, inni podejrzewają, iż Graham jest raczej wygodnym dla władz kozłem ofiarnym. Uwięziony od ponad 30 lat przyjaciel Anny Mae Leonard Peltier (sam przedstawiony w niekorzystnym świetle w zeznaniach Nichols Banks) odcina się od jakichkolwiek związków z Komitetem Obrony Johna Grahama. O winie Grahama przekonana jest też jedna z córek zamordowanej działaczki, Denise Maloney Pictou (działaczka kobiecej grupy Indigenous Women for Justice). Na podstawie prywatnego śledztwa rodzinnego za śmierć matki wini ona ówczesnych liderów i adwokatów AIM, których zdaniem Anna Mae miała „wiedzieć za dużo” i którzy – nawet jeśli sami nie wydali na nią wyroku – to nie uczynili nic, by obronić ją przed tragicznymi skutkami fałszywych pomówień.

## Pośmiertne losy
22 marca 2004 rodzina Anny Mae Aquash dokonała ekshumacji jej szczątków z cmentarza w rezerwacie Pine Ridge i pochowała je w rodzinnym rezerwacie w Nowej Szkocji, w Kanadzie. Jak oświadczyły córki Anny, ekshumacji dokonano m.in. po to, by Vernon i Clyde Bellecourt, Bill Means (także oskarżony przed sądem o współudział w zbrodni) oraz inni liderzy AIM (zaprzeczający swej winie w całej sprawie) nie mogli nadal wykorzystywać grobu ich matki do wystąpień fałszujących ujawnianą powoli prawdę o jej tragicznym i wciąż nie do końca poznanym losie.
Krótka, lecz dramatyczna biografia Anny Mae Aquash pozostaje jednym z najlepszych przykładów aktywnego zaangażowania młodego pokolenia północnoamerykańskich Indian z drugiej połowy XX w. w walkę na rzecz swoich praw oraz ich skomplikowanych losów – tak za życia, jak i po śmierci.